# آندییا
آندییا (به اسپانیایی: Andilla) یک شهرستان در اسپانیا است که در Los Serranos واقع شده‌است.

## خصوصیات
آندییا ۱۴۲٫۸ کیلومترمربع مساحت و ۳۰۰ نفر جمعیت دارد و ۸۹۵ متر بالاتر از سطح دریا واقع شده‌است.